# George Salazar
George Salazar (Orlando, 7 maart 1986) is een Amerikaans acteur, zanger en muzikant. Hij woont in New York en staat bekend om zijn werk op en buiten Broadway. Hij verscheen voor het laatst in de productie van Pasadena Playhouse van Little Shop of Horrors als Seymour Krelborn. In 2011 maakte hij zijn Broadway-debuut als "Light of the World" in de heropleving van de eerste musical van Stephen Schwartz, Godspell. Salazar verscheen in zijn meest bekende rol tot nu toe als Michael in de musical Be More Chill (2015) in het Two River Theatre in Red Bank (New Jersey), evenals de 2018 Off-Broadway shows en op Broadway in 2019 in het Lyceum Theatre in New York. Hij is ook een ervaren percussionist op drumkit en cajón.

## Vroege leven en opleiding
Salazar groeide op in een interraciaal huishouden in Orlando. Zijn moeder is Filipijns en zijn vader is Ecuadoriaans. Toen hij opgroeide, concentreerde Salazar zijn studies op het nastreven van een carrière als arts, maar verlegde zijn focus naar het theater in zijn laatste twee jaar van de middelbare school. Na het afronden van de middelbare school ging hij naar de Universiteit van Florida, waar hij zijn hoofdvak in muzikaal theater volgde. In 2008 studeerde hij af met een BFA-diploma. Hij verhuisde kort daarna naar New York om zijn acteercarrière na te streven.

## Acteercarrière
Salazars eerste pauze kwam in 2010 toen hij werd gecast als "Otto" in de tweede nationale tournee van de Tony Award-winnende musical, Spring Awakening. De productie toerde door de Verenigde Staten en Canada en eindigde in mei 2011. Bij zijn terugkeer naar New York na zijn tournee verdiende Salazar zijn Actors 'Equity Association- lidmaatschap.
In september 2011 werd Salazar uitgebracht tijdens de 40e verjaardag van Broadway-revival van de Godspell van Stephen Schwartz. In de revival was hij de 'Light of the World'-solist en markeerde hij zijn debuut op Broadway. De show opende op 7 november 2011 in Broadway's Circle in the Square Theatre en sloot op 24 juni 2012 na 30 previews en 264 uitvoeringen. Een castalbum werd opgenomen en uitgebracht op Sh-K-Boom Records in 2012. Tijdens de Godspell  voorstellingen hebben hij en de rest van de cast televisie-optredens gedaan op de Late Show met David Letterman, The View, The Rosie Show, en de Tony Awards uitzending. 
In het voorjaar van 2013 combineerde Salazar zijn passies voor theater en muziek als castlid en muzikant in de Off-Broadway-productie van F#%king Up Everything. Naast het spelen van de stoner-drummer van een rockband, diende hij als de drummer op het podium. Deze rol werd later overgenomen in 2016 toen de musical zijn naam veranderde in Brooklyn Crush.
In de zomer van 2013 werd Salazar een understudy in de Off-Broadway-productie van David Byrne en Norman Cook Lies, geregisseerd door Alex Timbers. In april 2014 voegde Salazar zich weer bij de cast van Here Lies Love in een open commerciële run in het originele theater van de musical, The Public Theatre, als lid van het ensemble op het podium. De productie sloot op 4 januari 2015. 
In 2015 voegde Salazar zich bij de cast van de muzikale bewerking van Be More Chill van Ned Vizzini als Michael Mell in het Two River Theatre in Red Bank (New Jersey). De productie sloot op 28 juni 2015. 
In 2016 speelde Salazar Michael in de Off-Broadway-revival van Tick, Tick. . . Boom!, die op 20 oktober 2016 werd geopend in het Acorn Theatre in Theatre Row. De productie liep van 20 oktober tot 18 december.
In 2017 speelde Salazar de personages van Grover en Mr. D in de Off-Broadway-première van The Lightning Thief . De beperkte productie liep van 23 maart tot 6 mei. 
In 2018 nam Salazar zijn rol als Michael Mell in Be More Chill in de Off-Broadway-première van de musical weer op bij Signature Theatre Company van juli tot september 2018. 
In 2019 speelde Salazar Michael Mell in Be More Chill in het Lyceum Theater van 14 februari 2019 tot 11 augustus 2019 op Broadway. 
In 2019 speelde Salazar van 17 september 2019 tot 20 oktober 2019 in Little Shop of Horrors in Pasadena Playhouse als Seymour Krelborn. Gedurende die tijd werd hij gekenmerkt als een muzikale gast op The Late Late Show met James Corden op CBS waar hij "Suddenly Seymour" zong met Little Shop of Horrors co-ster Mj Rodriguez. 

## Theater credits
| Jaar    | Productie              | Rol                         | Evenementenlocatie              | Productieniveau   |
| ------- | ---------------------- | --------------------------- | ------------------------------- | ----------------- |
| 2010    | Spring Awakening       | Otto                        | Meerdere locaties               | Nationale tournee |
| 2011-12 | Godspell               | "Light of the World" solist | Cirkel in het vierkante theater | Broadway          |
| 2013    | F#%king Up Everything  | trommelaar                  | Elektra-theater                 | Off-Broadway      |
| 2013    | Here Lies Love         | Heren schommel              | Het publiek theater             | Off-Broadway      |
| 2014    | Here Lies Love         | ensemble                    | Het publiek theater             | Off-Broadway      |
| 2015    | Be More Chill          | Michael Mell                | Two River Theatre               | Regionaal         |
| 2016    | Tick, Tick. . Boom!    | Michael                     | Acorn Theatre in Theatre Park   | Off-Broadway      |
| 2017    | The Lighting Thief     | Grover / Mr. D              | Lucille Lortel Theater          | Off-Broadway      |
| 2018    | Be More Chill          | Michael Mell                | Signature Theatre Company       | Off-Broadway      |
| 2019    | Be More Chill          | Michael Mell                | Lyceum-theater                  | Broadway          |
| 2019    | Little Shop of Horrors | Seymour Krelborn            | Pasadena Playhouse              | Regionaal         |

## Filmografie

### Film
| Jaar | Titel      | Rol   | Notities |
| ---- | ---------- | ----- | -------- |
| 2025 | Snow White | Happy | Stemrol  |

### Televisie
| Jaar | Titel      | Rol            | Notities                        |
| ---- | ---------- | -------------- | ------------------------------- |
| 2016 | Scheiden   | Scheidsrechter | Aflevering: "Another Party"     |
| 2017 | Stier      | Foley          | Aflevering: "Wat is je nummer?" |
| 2019 | superstore | Eric Sosa      | Aflevering: "Curbside Pickup"   |

## Prijzen en nominaties
| Jaar | Prijsuitreiking | Categorie | Tonen | Resultaat |
| ---- | --- | --- | --- | --------- |
| 2017 | Drama Desk Award | Outstanding Featured Actor in een musical                                                                                           | style="text-align:center;background:var(--background-color-error-subtle,#fee7e6);color:inherit;vertical-align: middle;"\| Genomineerd               |           |
| 2019 | Lucille Lortel Award | Outstanding Featured Actor in een musical                                                                                           | Be More Chill \|style="text-align:center;background:var(--background-color-success-subtle,#d5fdf4);color:inherit;vertical-align: middle;"\|Gewonnen |           |
| 2019 | style="text-align:center;background:var(--background-color-error-subtle,#fee7e6);color:inherit;vertical-align: middle;"\| Genomineerd                    | Outstanding Featured Actor in een musical                                                                                           | Be More Chill \|style="text-align:center;background:var(--background-color-success-subtle,#d5fdf4);color:inherit;vertical-align: middle;"\|Gewonnen |           |
| 2019 | Drama Desk Award \|style="text-align:center;background:var(--background-color-error-subtle,#fee7e6);color:inherit;vertical-align: middle;"\| Genomineerd | Outstanding Featured Actor in een musical                                                                                           | Be More Chill \|style="text-align:center;background:var(--background-color-success-subtle,#d5fdf4);color:inherit;vertical-align: middle;"\|Gewonnen |           |
| 2019 | Broadway.com Publiek Keuze Awards | style="text-align:center;background:var(--background-color-success-subtle,#d5fdf4);color:inherit;vertical-align: middle;"\|Gewonnen | Be More Chill \|style="text-align:center;background:var(--background-color-success-subtle,#d5fdf4);color:inherit;vertical-align: middle;"\|Gewonnen |           |
| 2019 | Broadway.com Publiek Keuze Awards | style="text-align:center;background:var(--background-color-success-subtle,#d5fdf4);color:inherit;vertical-align: middle;"\|Gewonnen | Be More Chill \|style="text-align:center;background:var(--background-color-success-subtle,#d5fdf4);color:inherit;vertical-align: middle;"\|Gewonnen |           |
| 2019 | Theatre Fans 'Choice Awards | style="text-align:center;background:var(--background-color-success-subtle,#d5fdf4);color:inherit;vertical-align: middle;"\|Gewonnen | Be More Chill \|style="text-align:center;background:var(--background-color-success-subtle,#d5fdf4);color:inherit;vertical-align: middle;"\|Gewonnen |           |

## Discografie
| Jaar | Album                                               | Componist | Rol                                            | Label              |
| ---- | --------------------------------------------------- | --- | ---------------------------------------------- | ------------------ |
| 2011 | Godspell (The New Broadway Cast Recording)          | Stephen Schwartz | "Light of the World" solist                    | Sh-K-Boom Records  |
| 2014 | Moment By Moment                                    | Alexander Sage Oyen | N/A                                            | Onafhankelijk      |
| 2015 | Be More Chill Originele cast-opname                 | Joe Iconis | Michael Mell                                   | Sh-K-Boom Records  |
| 2016 | Brooklyn Crush (originele off-broadway cast opname) | David Eric Davis en Sam Forman | De drummer                                     | Broadway Records   |
| 2017 | The Lightning Thief (Original Cast Recording)       | Rob Rokicki | Grover / Mr. D                                 | Broadway Records   |
| 2018 | Two-Player Game                                     | Joe Iconis \|data-sort-value="" style="background: #DDDDDD; color: #2C2C2C; vertical-align: middle; text-align: center; " class="table-na" \|      | N/A                                            | Sh-K-Boom Records  |
| 2019 | Be More Chill (originele Broadway Cast-opname)      | Joe Iconis \|data-sort-value="" style="background: #DDDDDD; color: #2C2C2C; vertical-align: middle; text-align: center; " class="table-na" \|      | Michael Mell, beste vriend van hoofdpersonages | Sh-K-Boom Records  |
| 2019 | The Jonathan Larson Project                         | Jonathan Larson \|data-sort-value="" style="background: #DDDDDD; color: #2C2C2C; vertical-align: middle; text-align: center; " class="table-na" \| | N/A                                            | Ghostlight Records |